# Hitfist
Hitfist è una torretta sviluppata dalla Oto Melara, società del gruppo Leonardo, già Finmeccanica.
L'armamento principale è costituito da un cannone automatico da 25mm Oerlikon KBA o 30/40mm ATK Mk44, controllato elettricamente per l'elevazione e il tiro. L'armamento principale può includere due lanciamissili per missili anticarro, montati lateralmente. È equipaggiata per ospitare un armamento secondario composto da una mitragliatrice da 7,62 mm.
Il peso ridotto della torretta consente la sua installazione su veicoli leggeri anche per il funzionamento anfibio e per il trasporto aereo.